# Ravila
Koordinaten: 59° 11′ N, 25° 13′ O
Ravila (deutsch Meks oder Mecks) ist ein Großdorf (estnisch alevik) in der estnischen Landgemeinde Kose im Kreis Harju. Das Dorf hat 430 Einwohner (Stand 2000).

## Geschichte
Ravila wurde erstmals 1241 unter dem Namen Ravelik urkundlich erwähnt. 1343 war Ravila während des so genannten „Aufstands in der Georgsnacht“ Schauplatz eines blutigen Gefechts zwischen den aufständischen Esten und Einheiten des Komturs von Kursi.

## Gut Ravila

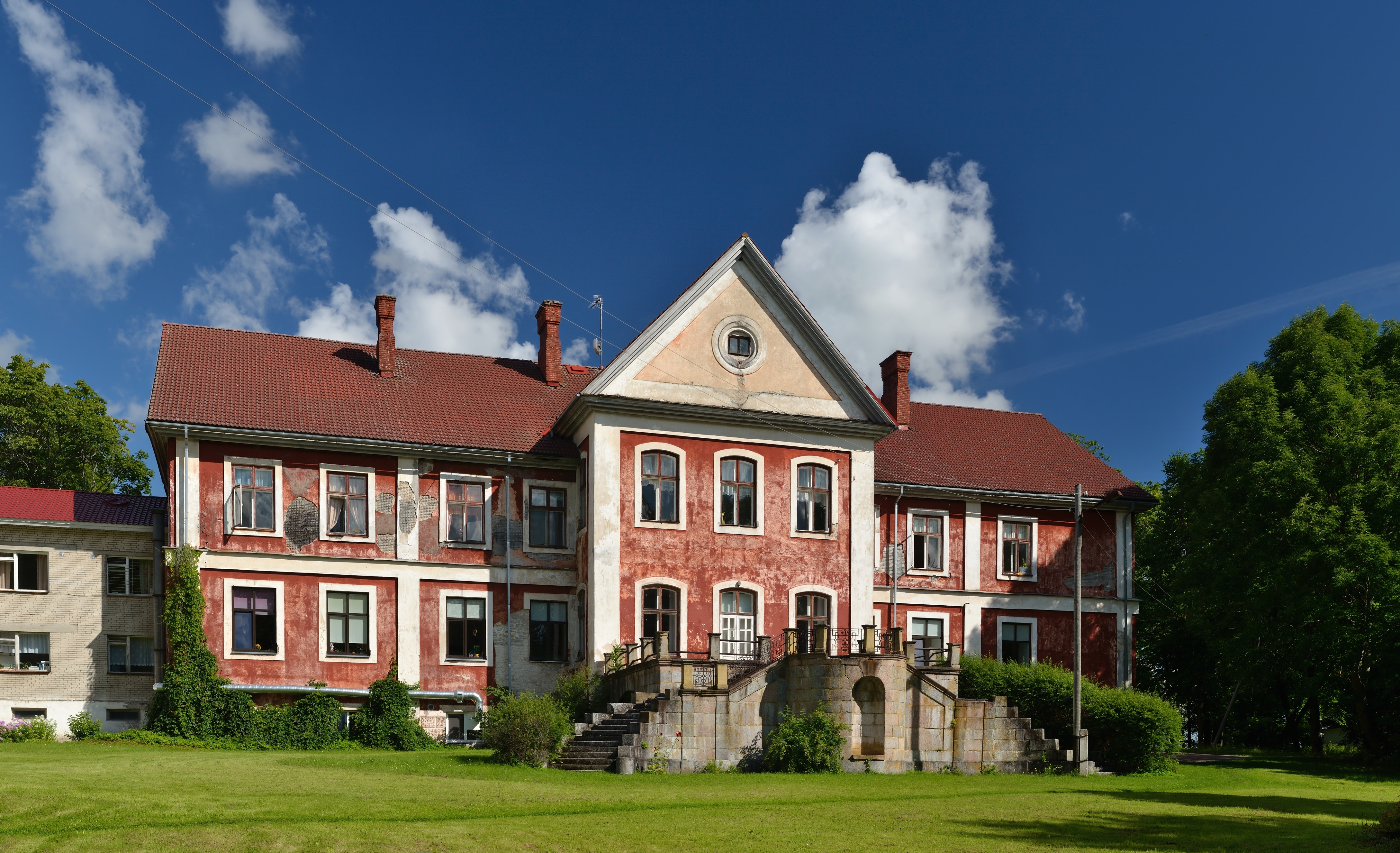
Gutshaus

Das Rittergut Mecks (heute: Ravila) wurde erstmals 1469 urkundlich erwähnt. Es gehörte nacheinander den adligen Familien von Rosen, von Uexküll und von Detloff, bevor es in den Besitz der Familie Zoege von Manteuffel wechselte. Ravila ist vor allem als Lebensmittelpunkt des deutschbaltischen Adligen Peter August Friedrich von Manteuffel (1768–1842) berühmt geworden. Der exzentrische Graf experimentierte mit Flugmaschinen und war einer der ersten Verfasser volkstümlicher estnischer Literatur.
Vor der estnischen Landreform 1919 stand das Gut im Eigentum der Gräfin Alexandra von Kotzebue (geborene Pilar von Pilchau). Bis in die 1930er Jahre blieb es als Resthof erhalten, bevor 1932 eine Bildungseinrichtung einzog. Von 1948 bis 1958 wurde die Anlage als Landwirtschaftsschule genutzt. Seitdem befindet sich auf dem Anwesen ein Zentrum für chronisch Kranke und Behinderte.
Das ursprüngliche barocke Herrenhaus aus der Mitte des 18. Jahrhunderts, eines der ältesten im Kreis Harju, brannte im Zuge der russischen Revolution 1905 nieder. Es wurde um 1910 in kleinerer Form zweigeschossig wiederaufgebaut. An der Fassade fallen die barockartige Treppe aus Granit und der spitze Dreiecksgiebel ins Auge. Um das Herrenhaus erstreckt sich der 13,5 Hektar große Park bis fast zum Fluss Pirita (Pirita jõgi). In seinem älteren Teil finden sich über 60 dendrologische Arten.
Von den zahlreichen schmucken Nebengebäuden ist besonders die ehemalige Meierei aus dem letzten Viertel des 19. Jahrhunderts sehenswert. In ihr befand sich vormals die Schnapsbrennerei des Guts.